# Татарка (приток Увельки)
Татарка — река в России, протекает по Чебаркульскому району Челябинской области. Устье реки находится в 157 км по левому берегу реки Увелька. Длина реки составляет 11 км.

## Данные водного реестра
По данным государственного водного реестра России относится к Иртышскому бассейновому округу, водохозяйственный участок реки — Увелька, речной подбассейн реки — Тобол. Речной бассейн реки — Иртыш.